# 21718 Cheonghapark
A 21718 Cheonghapark (ideiglenes jelöléssel 1999 RO115) a Naprendszer kisbolygóövében található aszteroida. A LINEAR projekt keretében fedezték fel 1999. szeptember 9-én.